# Suinin
Suinin, född 69 f.Kr., död 70 e.Kr., var regerande kejsare av Japan mellan 29 f.Kr. och 70 e.Kr.